# Sergio Nasca
Sergio Nasca (Roma, 1º agosto 1937 – Roma, 14 agosto 1989) è stato un regista e sceneggiatore italiano.

## Biografia
Prima di debuttare nella regia lavorò come aiuto regista e ispettore di produzione. Il suo primo film fu Il saprofita, nel 1974, a cui seguirono Vergine, e di nome Maria (1975), Stato interessante (1977), Il paramedico (1982), D'Annunzio (1986) e La posta in gioco (1988).
Morì nel 1989, due settimane dopo aver compiuto 52 anni.

## Filmografia

### Regista
- Il saprofita (1974)
- Vergine, e di nome Maria (1975)
- Stato interessante (1977)
- Il paramedico (1982)
- D'Annunzio (1987)
- La posta in gioco (1988)

### Sceneggiatore
- Il saprofita (1974)
- Vergine, e di nome Maria (1975)
- Stato interessante (1977)
- Vai avanti tu che mi vien da ridere, regia di Giorgio Capitani (1982)
- Il paramedico (1982)
- D'Annunzio (1987)
- La posta in gioco (1988)